# Episodi di The Mentalist (terza stagione)
La terza stagione della serie televisiva The Mentalist è stata trasmessa sul canale statunitense CBS dal 23 settembre 2010 al 19 maggio 2011, ottenendo un'audience media di 15 235 000 telespettatori, risultando così una delle serie TV più seguite della stagione televisiva statunitense 2010-2011..
In Italia la stagione è stata trasmessa dal 3 febbraio al 14 luglio 2011 su Joi di Mediaset Premium. In chiaro, la terza stagione è stata trasmessa dal 13 settembre al 22 novembre 2011, su Rete 4.
| nº | Titolo originale                  | Titolo italiano                         | Prima TV USA      | Prima TV Italia  |
| -- | --------------------------------- | --------------------------------------- | ----------------- | ---------------- |
| 1  | Red Sky at Night                  | Rosso di sera                           | 23 settembre 2010 | 3 febbraio 2011  |
| 2  | Cackle-Bladder Blood              | Rosso di rabbia                         | 30 settembre 2010 | 10 febbraio 2011 |
| 3  | The Blood on His Hands            | Mani rosse                              | 7 ottobre 2010    | 17 febbraio 2011 |
| 4  | Red Carpet Treatment              | Tappeto rosso                           | 14 ottobre 2010   | 24 febbraio 2011 |
| 5  | The Red Ponies                    | Cavalli rossi                           | 21 ottobre 2010   | 3 marzo 2011     |
| 6  | Pink Chanel Suit                  | Tailleur rosso Chanel                   | 28 ottobre 2010   | 10 marzo 2011    |
| 7  | Red Hot                           | Rosso bollente                          | 4 novembre 2010   | 17 marzo 2011    |
| 8  | Ball of Fire                      | Rosso fuoco                             | 11 novembre 2010  | 24 marzo 2011    |
| 9  | Red Moon                          | Luna rossa                              | 18 novembre 2010  | 31 marzo 2011    |
| 10 | Jolly Red Elf                     | L'elfo rosso                            | 9 dicembre 2010   | 7 aprile 2011    |
| 11 | Bloodsport                        | Lotta macchiata di rosso                | 6 gennaio 2011    | 14 aprile 2011   |
| 12 | Bloodhounds                       | Indizi rossi                            | 20 gennaio 2011   | 21 aprile 2011   |
| 13 | Red Alert                         | Allarme rosso                           | 3 febbraio 2011   | 28 aprile 2011   |
| 14 | Blood for Blood                   | Vendetta rosso sangue                   | 10 febbraio 2011  | 5 maggio 2011    |
| 15 | Red Gold                          | Oro rosso                               | 17 febbraio 2011  | 12 maggio 2011   |
| 16 | Red Queen                         | Regina rossa                            | 24 febbraio 2011  | 19 maggio 2011   |
| 17 | Bloodstream                       | Flusso rosso                            | 10 marzo 2011     | 26 maggio 2011   |
| 18 | The Red Mile                      | Il miglio rosso                         | 31 marzo 2011     | 2 giugno 2011    |
| 19 | Every Rose Has Its Thorn          | Tutte le rose rosse hanno le spine      | 7 aprile 2011     | 9 giugno 2011    |
| 20 | Redacted                          | Lista rossa                             | 28 aprile 2011    | 16 giugno 2011   |
| 21 | Like a Redheaded Stepchild        | Rapina a lama rossa                     | 5 maggio 2011     | 23 giugno 2011   |
| 22 | Rhapsody in Red                   | Rapsodia in rosso                       | 12 maggio 2011    | 30 giugno 2011   |
| 23 | Strawberries and Cream (Part One) | Fragole rosse con panna (prima parte)   | 19 maggio 2011    | 7 luglio 2011    |
| 24 | Strawberries and Cream (Part Two) | Fragole rosse con panna (seconda parte) | 19 maggio 2011    | 14 luglio 2011   |

## Rosso di sera
- Titolo originale: Red Sky at Night
- Diretto da: Chris Long
- Scritto da: Bruno Heller

### Trama
Jane, chiamato da Lisbon, arriva su una scena del crimine: è stato trovato morto Peter Russo, autista di Harvey Dublin, lobbista e avvocato che sembra essere scomparso. Con l'arrivo del direttore del CBI, Gale Bertram, che controlla tutta la divisione, Jane decide inizialmente di non prendere parte al "caso Dublin", poiché è ancora influenzato dal caso precedente durante il quale John il Rosso gli ha salvato la vita e ha rapito Kristina Frey, tuttora scomparsa. Jane ha iniziato a portarsi dietro un libro di poesie di William Blake, tra cui The Tyger, riflettendo sulla prima strofa recitatagli da John. Lisbon porta Jane a conoscere la famiglia Russo e in particolare la figlia Nadine, alla quale promette che troverà e arresterà il killer di suo padre. Mentre Cho sorveglia Giselle Dublin, la moglie di Harvey, Jane sostiene a Lisbon che Dublin sia già morto quando arriva una richiesta di riscatto di $ 1.000.000. Jane e Lisbon vanno alla residenza dei Dublin, dove interrogano la moglie. Il mattino seguente il riscatto non viene preso da nessuno e Bertram decide di convocare Hightower, Lisbon e Jane nel suo ufficio per fare il punto della situazione, concludendo che il team di Lisbon non ha ancora scoperto nulla sul caso. Con un tranello, Jane decide di provare a incastrare l'omicida ma Lisbon, avversa ai suoi metodi e al suo atteggiamento spavaldo, decide di lasciarlo fuori dalle indagini preferendo condurle in un'altra maniera. Interrogando spacciatori e prostitute, Rigsby e Van Pelt riescono a trovare e ad arrestare "Sugar", una prostituta che ha visto il delitto. Interrogata al CBI, la donna confessa di aver visto la scena: un furgone ha bloccato la limousine di Dublin, esce un uomo dal furgone e in seguito esce anche Russo; i due si conoscevano e l'uomo sceso dal furgone spara tre colpi contro Russo, uccidendolo; poi tira fuori Dublin, lo fa salire sul furgone e gli spara in testa, freddandolo. Jane si dirige a casa dei Russo e qui affina ulteriormente la sua trappola. Nella mattinata seguente, Jane e la squadra di Lisbon pedinano Keith Russo, il patrigno di Nadine fino al luogo in cui ha sepolto il cadavere di Dublin e lo arrestano. A Keith Russo non resta che confessare il crimine, rivelando che ha ucciso Dublin e inscenato tutto solo per coprire l'omicidio di Peter.
- Ascolti USA: telespettatori 15 503 000 – share 15%[4]

## Rosso di rabbia
- Titolo originale: Cackle-Bladder Blood
- Diretto da: John Polson
- Scritto da: Ashley Gable

### Trama
Jane riceve una richiesta di aiuto dal cognato, Danny Ruskin. Il mentalista si reca nell'edificio della Q-Ram Investiments dove trova il corpo senza vita di Landon Wale, imprenditore immobiliare di San Francisco. La polizia irrompe e Jane viene trovato con l'arma del delitto in mano, viene arrestato e interrogato sul posto dal detective Riis. Hightower riesce a far dividere il caso tra la polizia di Sacramento e il CBI, che dirigerà le indagini. Lisbon, arrivata sul luogo, riesce a liberare Jane che è costretto a raccontargli la verità. Gli interrogatori partono dalla famiglia di Wale, a San Francisco: qui, Rigsby e Cho scoprono che è stata rubata una statuetta del valore di 200 000 dollari. Van Pelt scopre che la Q-Ram è una società di copertura per una società "madre" appartenente a Danny Ruskin, cognato di Jane e noto truffatore. Jane e Lisbon si recano alla fiera della contea di Sacramento, dove incontrano i parenti di Ruskin, che Jane conosce sin dall'infanzia. Ottenute le informazioni necessarie a trovare Ruskin, Jane ruba l'auto a Lisbon, lasciando quest'ultima alla fiera. Jane preleva Van Pelt e con il suo aiuto rintraccia una persona che sa dove si trova Ruskin. Intanto, Lisbon e Cho vanno nell'ufficio di Murphy Traver a San Francisco: Traver viene arrestato e negli uffici del CBI confessa di essere in affari con Ruskin in una truffa contro Wale. Jane scopre dove si trova Ruskin quasi in contemporanea con Lisbon ed entrambi si recano alla casa di Trixie Mercado, figlia del proprietario della Q-Ram che abita in una casa nel centro di Sacramento. Jane anticipa Lisbon e Riis di circa mezzo minuto e decide di scappare con il fuggitivo Ruskin. Dopo essersi rifugiati, Jane e Ruskin si chiariscono sul loro passato. Hightower convoca Riis e Lisbon nel suo ufficio, chiarendo che, se sarà il caso, Jane verrà arrestato da Riis. Alla ricerca di Jane, Lisbon va a trovare nuovamente i Ruskin alla fiera e, seguendo Pete Ruskin, rintraccia l'abitazione dove sono rifugiati sia Jane che Danny. Ether Reid, assistente di Wale, viene convocata negli uffici del CBI da Rigsby, che riceve dalla Reid l'assicurazione sulla vita di Wale, del valore di circa 2 000 000 dollari. Riportato al CBI, Ruskin viene arrestato da Riis e sbattuto dentro un'auto della polizia di Sacramento, quindi Riis torna a discutere con Lisbon e Jane: durante questi istanti Ruskin si libera, grazie a una copia di chiavi dategli da Jane, dalle manette e fugge dal CBI. Jane ritorna a San Francisco a casa di Wale, dove incontra la moglie e le riferisce che Ruskin sta andando da lei a ucciderla: Jane attira Concetta Wale nella stanza dov'è stata nascosta la statuetta ma qui Ruskin sorprende entrambi e spara involontariamente a Jane, che muore. Ruskin decide quindi di uccidere anche la Wale, quando questa gli consegna la statuetta. A questo punto Jane si alza, incastrando la Wale. In realtà, Ruskin aveva sparato con una pistola a salve e Jane aveva finto di morire usando del sangue finto. Cho arresta la Wale mentre Lisbon lascia fuggire liberamente Ruskin. Infine il mentalista e Ruskin si recano al cimitero dove sono sepolte Angela e Charlotte Ruskin Jane.
- Guest star: Elika Crespo (Trixie Mercado).
- Ascolti USA: telespettatori 14 651 000 – share 16%[5]

## Mani rosse
- Titolo originale: The Blood on His Hands
- Diretto da: David Barrett
- Scritto da: Tom Szentgyorgyi

### Trama
L'unità si reca sul fiume Sacramento per il ritrovamento del cadavere di una donna. Dopo aver scoperto che la vittima si drogava, Jane viene contattato da Vincent Molinari, agente del CBI dell'unità persone scomparse, che informa il consulente del fatto che una donna dice di aver ascoltato Kristina Frye alla radio: dalla registrazione del programma, Jane riconosce la voce della Frye e viene chiamato da Molinari per andare all'indirizzo dell'abitazione dalla quale la Frye aveva fatto la chiamata rintracciabile, su ordine di John il Rosso. Arrivato alla casa, Jane è accolto da Molinari che gli mostra la stanza nella quale vi è il tipico simbolo di John il Rosso sul muro sopra a una branda sotto alla quale c'è una bambola. Dalla scientifica risulta che il sangue con cui è stato fatto il simbolo, che solitamente John disegna con il sangue delle vittime, è quello della Frye. Nonostante non si trovi ancora, l'ipotesi di Molinari è che la donna sia già morta, dato che John non hai mai tenuto in vita una vittima per così tanto tempo. La squadra scopre l'identità della donna deceduta sulla riva del fiume: si tratta di Celia Jovanovich, ex membro della psicosetta Visualize che non veniva arrestata da un paio d'anni. Il CBI è costretto a ritornare nella città di Davis, sede della Visualize: qui, Jane e Lisbon vengono accolti da "fratello Steve", che Jane conosce già, dall'avvocato Julius Coles, esterno alla Visualize, e dal capo della sicurezza di Visualize, un ex poliziotto di Seattle. La Jovanovich era un membro della "Vigilance", la sicurezza personale dei leader della Chiesa, e viveva nella Visualize. Jane esce dalla stanza dove Lisbon sta interrogando i tre, andando a trovare Bret Stiles mentre sta facendo una conferenza sulla Visualize. Interrogato da Jane, Stiles rivela che ci sono molti poliziotti nella setta; in seguito Stiles rivela che sa diverse cose su Kristina Frye e su John il Rosso ma non può avvicinare il serial killer a Jane. Cho interroga "fratello David", già incontrato precedentemente, mentre Jane va nella stanza della Jovanovich accompagnato dal capo della sicurezza. Rigsby va a interrogare David Herren, ma è più volte interrotto dall'avvocato Coles. Ritornati al CBI, Jane porta alla squadra un libro nel quale la Jovanovich dimostra di voler contrastare la loro filosofia. Van Pelt e Rigsby interrogano Lucy Joel, amica della Jovanovich: la Joel rivela che la vittima aveva una relazione con un membro potente della Visualize. Mentre stanno tornando al quartier generale, Van Pelt e Rigsby vengono inseguiti e investiti da Craig O'Laughlin, agente dell'FBI. Portato negli uffici del CBI, O'Laughlin dice agli agenti di star indagando su Bret Stiles e sulla Visualize da circa due anni e che hanno ricevuto diverse segnalazione di frode fiscale e di racket ma che non c'è nessuno pronto a testimoniare contro Visualize. O'Laughlin ritiene che ci siano degli infiltrati di Visualize nelle forze di polizia, perciò aveva seguito Van Pelt e Rigsby. Mentre O'Laughlin sta uscendo dal CBI, Jane riesce a capire che l'FBI ha un infiltrato nella setta e ritorna a Davis. Alla Visualize il mentalista scopre l'infiltrato: è Steven Wench ("fratello Steve"), nell'organizzazione da tre anni. Sapendo che Wench è una talpa dell'FBI, Stiles è sempre riuscito a dargli false prove e a portarlo su piste morte. Wench è costretto a rivelare a Jane la stanza delle registrazioni della Visualize e Jane, pur sapendo di non poter riuscire a vedere i video per più di pochi minuti, si fa volutamente scoprire da Stiles, che inizialmente lo vuole cacciare dalla sede: Stiles viene convinto da Jane a far finta di volergli consegnare i filmati e così facendo il killer si rivela essere Julius Coles, l'avvocato della setta. Coles è arrestato e decide di patteggiare tre anni di prigione in cambio di informazioni su Stiles e sulla Visualize all'FBI. Mentre sta per essere portato all'FBI, Coles viene raggiunto da cinque proiettili sparati a distanza ravvicinata da Herren, che in seguito viene arrestato e incarcerato. Stiles chiede di vedere Jane: Wench è fuori dalla setta, a questo punto l'FBI non ha più nulla; inoltre il capo di Visualize indica a Jane l'indirizzo di una casa nella quale è stato John il Rosso. Il CBI entra nella residenza e in una stanza trovano Kristina Frye, che viene portata subito al CBI. La Frye è immobile e non parla: non ha subito violenza da John ma le è stato prelevato del sangue. Dopo diversi tentativi, Jane riesce a comunicare con la Frye, allestendo una seduta spiritica, lei è convinta di essere morta quand'è ancora viva, ma non ricorda niente di John o del suo rapimento.
- Ascolti USA: telespettatori 14 390 000 – share 15%[7]

## Tappeto rosso
- Titolo originale: Red Carpet Treatment
- Diretto da: Charles Beeson
- Scritto da: Daniel Cerone

### Trama
In un motel viene trovato un uomo ucciso con otto colpi in testa. Si tratta di un criminale di nome Henry Dahl, che era stato accusato di aver violentato e ucciso Jenny Winter, la moglie di un ricco imprenditore di nome Max Winter. Venne scarcerato per mancanza di prove, dopo che il test del DNA risultò negativo. Jane è costretto da Lisbon ad andare sulla scena del crimine: la notte prima ha lavorato ancora sul caso di John il Rosso perciò è stanco e si disinteressa del caso, andando a dormire nel SUV di servizio: la cosa non sfugge a un'importante giornalista presente, Karen Cross, che lo riprende con le telecamere e ne fa poi uno scoop abbastanza denigratorio verso tutto il CBI. L'agente dell'FBI O'Laughlin comincia a frequentare Van Pelt. La giornalista conduce un importante programma televisivo, durante il quale decide di invitare i protagonisti del "caso Dahl": Max Winter e la madre di Dahl, Jodie, mentre sugli spalti spicca il figlio di Winter, Jackson. Cho e Rigsby fanno visita al centro di reinserimento sociale dove abitava Henry Dahl a Lodi e nella sua stanza trovano un amico di Dahl che aveva un credito nei confronti della vittima di più di 22.000 dollari. Jane interroga Jackson e Max Winter, mentre l'unità risale a Betsy Meyers, una donna che aveva cominciato a scrivere a Dahl in prigione. Le indagini si svolgono tra Sacramento e Lodi e Jane, pur di non tornarci, decide, su proposta della giornalista, di partecipare al programma: in cambio Jane avrà carta bianca, potrà fare qualsiasi cosa, e chiede che siano presenti anche gli indiziati indicati in una lista che consegna alla giornalista. Prima dell'inizio della trasmissione, Jane si presenta con delle candele che distribuisce a ognuno degli ospiti presenti nella trasmissione. A trasmissione iniziata, il consulente provoca la Cross e le fa saltare completamente la scaletta che, tra le altre cose, prevedeva di far rivedere il filmato dell'ultima apparizione di Jane in televisione, dove prendeva in giro John il Rosso. Jane prende le redini del programma e comincia il suo show, comunicando che il defunto Henry Dahl farà accendere la candela del suo assassino. Jane imbeve lo stoppino di una candela con del fosforo liquido che, una volta asciutto, provoca una fiamma: in questo modo si accende la candela di Jackson, figlio di Max Winter, ma Jane aspetta che il padre confessi il delitto e così avviene. Winter era andato al motel dove alloggiava Dahl, ma l'aveva trovato già morto, nonostante gli abbia sparato un colpo in testa. In seguito a una chiamata di un vicino di Meyers con Van Pelt, Lisbon e Jane trovano dei poliziotti che stanno decidendo il da farsi mentre Sean Meyers insegue la moglie Betsy, con quest'ultima che minaccia di gettarsi da un ponte: Sean raggiunge la moglie ed entrambi scendono dal ponte, quindi Sean Meyers è arrestato per l'omicidio di Dahl. Infine Jane fa pressione a Bertram poiché convinca il procuratore a prendere decisioni più caute sul "caso Dahl": Meyers e Winter sono praticamente liberi e Winter, per ringraziare Jane, gli regala una pistola.

## Cavalli rossi
- Titolo originale: The Red Ponies
- Diretto da: John Showalter
- Scritto da: Eoghan Mahoney

### Trama
Jane, Rigsby e Cho stanno facendo il turno di notte. Invitato da Rigsby, Jane fa un trucco con le carte: Rigsby indovina la carta del mentalista ma Jane, apparentemente, non indovina la carta di Rigsby. La squadra è chiamata a Contra Mesa, dove è stato trovato morto un fantino. Arrivati sulla scena del crimine, il team di Lisbon sta per andarsene quando vengono richiamati dal capo della polizia che gli fa notare un'altra prova, un asso di picche: questa è la carta che Jane doveva indovinare a Rigsby e quest'ultimo viene rimproverato dal capo della polizia. In mattinata Cho e Rigsby vanno al locale dove il fantino era stato la sera prima: qui scoprono che il fantino si chiamava William "Bill" Sutton e che aveva una ragazza, Delinda Lecure. Al CBI Van Pelt si fa dare l'indirizzo dell'ippodromo nel quale correva Sutton: Redwood Downs, Contra Mesa. Qui si recano Lisbon e Jane, dove interrogano la giovanissima fantina Sam Starks, sostituta di Sutton nelle corse, e fanno la conoscenza del cavallo "Follia di Castore". I due interrogano anche Cobb Holwell, proprietario di una stalla indipendente in crisi finanziaria che aveva ingaggiato Sutton in cambio di 20 000 dollari. Da questo momento Jane si improvvisa come "esperto di corse ippiche" e come "sussurratore di cavalli". Il consulente del CBI affronta e sfida Ellis Barnes, ex fantino: i due scommettono 500 dollari, se Jane azzecca i primi tre nella corsa successiva vince la scommessa altrimenti la vince Barnes; Jane riesce a vincere i 500 dollari. Cho e Rigsby vanno a parlare con Delinda Lecure: si scopre che due anni fa Sutton era stato sospeso dall'Unione Ippica a causa di una caduta che coinvolse Barnes e altri due fantini e fu bandito dalle corse per un anno; le indagini si dirigono verso un uomo che tre settimane prima Sutton aveva mandato all'ospedale con una mandibola rotta. Nonostante le insistenze di Van Pelt, amante dei cavalli, a farsi portare all'ippodromo, Jane le chiede di restare in ufficio per continuare le indagini da lì. Lisbon e il consulente si recano nuovamente a Contra Mesa: arrivati, trovano Holwell che sta cacciando dalla proprietà Frank Lockhart, proprietario della scuderia Ed Astra, che aveva cercato di portare la fantina Starks dalla sua parte. Entrato nella scuderia, Jane fa la conoscenza di "Sogno di Polluce", cavallo gemello di Castore: mentre Castore è mite e abbastanza veloce, Polluce è un animale irrequieto ma molto veloce. Lisbon interroga nuovamente la Starks senza ottenere risultati mentre Cho e Rigsby vanno a trovare l'uomo che era finito in ospedale per mano di Sutton, un meccanico: il meccanico rivela che Sutton gli ha dato 18 000 dollari per scusarsi. Alla stalla di Holwell, Barnes sta minacciando la Starks di non correre più per Holwell, quando entrano Jane e Lisbon e lo arrestano: mentre Barnes viene interrogato da Lisbon, Cho si finge un funzionario dell'Unione Ippica e minaccia Barnes di farlo bandire da ogni ippodromo della California. Barnes opta per collaborare con il CBI: lo stalliere rivela di aver minacciato Sutton e Starks per mano di Lockhart, che è subito arrestato. All'oscuro di Lisbon, Jane porta Van Pelt all'ippodromo: qui il consulente capisce che Holwell ha scambiato i cavalli e che quindi Sogno di Polluce correrà al posto di Follia di Castore. Rimesso in libertà su consiglio di Jane, Lockhart si reca all'ippodromo dove si sta tenendo la corsa di Castore: il mentalista rivela a Holwell che ha puntato parecchi soldi su Castore e che ha inoltre scambiato i cavalli nelle stalle in modo da far correre il gemello più veloce, Polluce. A questo punto però, Holwell dice a Jane che lui aveva già scambiato i cavalli, rivelando che ha ucciso Sutton perché non voleva appoggiare il suo piano, costringendo la Starks a correre al posto di Sutton. Castore vince la corsa e Jane, dopo aver visto Holwell sorpreso della vittoria di Castore, gli confessa che non aveva scambiato i cavalli e che quindi la corsa era stata vinta da Polluce. Le puntate vengono annullate e così il budget della giornata di Jane si ferma a -4514 dollari: per vincere la scommessa contro Barnes, Jane aveva usato tutte le combinazioni possibili, spendendo 5 000 dollari e guadagnandone 486. Infine, Jane rivela che ha messo Van Pelt sopra Polluce, che avrebbe anche potuto ribellarsi a lei, mettendo in pericolo la sua vita.
- Guest star: Jim Beaver (Cobb Holwell), Christina Cox (Delinda Lecure), Greg Roman (Ellis Barnes), Olesya Rulin (Sam Starks), Patrick St. Esprit, Tara Karsian (Medical Examiner), Ingrid Rogers, Betsy Rue, Troy Winbush, Tom Yi (Mark).
- Ascolti USA: telespettatori 14 421 000 – share 15%[8]

## Tailleur rosso Chanel
- Titolo originale: Pink Chanel Suit
- Diretto da: Eric Laneuville
- Scritto da: Ken Woodruff

### Trama
Atherson, tenuta della famiglia Sebring. Si sta svolgendo la veglia funebre di Ethel Black Sebring, madre del giudice federale, quando Sophie, figlia del giudice Pauline Fitzwilliams, va a cercare la sorella Abby su ordine del giudice stesso, ma trova il corpo del ragazzo di Abby nella casa. La squadra si reca alla villa, senza Jane, che è in ritardo, ed è costretta a indagare anche sulla scomparsa di Abby: nonostante non si trovi, secondo la security della tenuta non sarebbe mai uscita dalla villa e tutte le stanze della casa sono state perlustrate dalla polizia. Jane arriva alla tenuta, dove è costretto a passare al controllo del check-in: il consulente, avverso alla procedura, ha una discussione con il capo della sicurezza: Jane gli mette nelle tasche delle monete a sua insaputa, non facendogli passare il controllo più volte. Secondo il giudice Fitzwilliams, qualcuno che lavora per Raymond Tubbs, suprematista ariano a capo di una gang che rapinava banche che è stato condannato dal giudice a 40 anni, ha rapito Abby e ucciso il suo ragazzo. Facendo dei controlli su Abby, l'unità scopre che faceva abuso di droghe e che era un'alcolizzata. Nonostante le minacce del giudice Fitzwilliams, che è stata anche procuratore, Lisbon prosegue le sue indagini. Jane incontra e interroga Ed Saban, il dottore della famiglia Sebring, mentre Lisbon manda Cho a parlare con Tubbs. Lisbon dà un solo minuto a Jane per risolvere il caso e il mentalista riesce a risolverlo. Rimangono solo tre possibilità per risolvere il caso: la prima vede Abby uccisa e il corpo rimosso dalla proprietà, la seconda vede Abby uccisa e il corpo nascosto nella proprietà mentre la terza vede Abby colpevole d'aver ucciso il compagno ed essere fuggita. Si ritorna al CBI: Lisbon interroga il capo della sicurezza che continua a sostenere che Abby non è uscita dalla proprietà. Viene rintracciata la carta di credito di Abby: è stata usata in un negozio di San Francisco. Jane si disinteressa della cosa, cercando tra la vita sociale della giovane Fitzwilliams e tra gli amici. Lisbon e Van Pelt risalgono fino all'indirizzo della ragazza che ha usato la carta di credito e arrivati all'appartamento, vi trovano Jane, che aveva chiesto l'indirizzo della casa a Cho, assieme alla ragazza che ha usato la carta di credito, la migliore amica di Abby. Sophie Fitzwilliams riceve un messaggio da parte di un membro della gang di Tubbs che rivendica l'omicidio e il rapimento di Abby Fitzwilliams. Cho va a interrogare Tubbs: provocato da Cho, Tubbs rivela il nome di un infiltrato della gang nella famiglia Sebring, quello di Howard Dressler, trovato a arrestato dall'unità. Nel frattempo Lisbon e Jane sono alla tenuta: Jane deve tentare di eliminare almeno due delle tre opzioni rimaste per risolvere il caso e decide di provare a evadere dalla tenuta con un tappeto in spalla, simulando il trasporto di un corpo, ma viene sorpreso dalla sicurezza della villa dopo che ha fatto scattare l'allarme. A seguito della chiamata del giudice, Hightower convoca Lisbon e Jane nel suo ufficio. Interrogato da Rigsby, Dressler confessa di aver procurato le droghe a Abby Fitzwilliams. Jane capisce come sono andate le cose: il cadavere è stato nascosto nella villa e il consulente sa esattamente dove si trova. Jane e Lisbon vanno al funerale della Sebring e qui il mentalista interrompe la funzione e rivela che Abby Fitzwilliams è morta e che il suo corpo e nella bara assieme a quello di Ethel Sebring. La bara viene quindi scoperta sotto gli occhi di Lisbon, Jane, del giudice Fitzwilliams e di Saban ma il corpo non viene trovato. Parlando con Lisbon e con Hightower, Jane convince le donne a fidarsi nuovamente di lui e dà vita al suo piano per incastrare il killer: Jane e Lisbon aspettano che l'assassino vada a nascondere il cadavere nella tomba e scoprono che Abby Fitzwilliams è stata trascinata fino alla bara della Sebring da Ed Saban, il medico di famiglia. Portato a Sacramento, Saban confessa il duplice omicidio: il dottore aveva nascosto il cadavere di Abby poiché la drogava. Dopo che Saban fece un'iniezione alla giovane Fitzwilliams, questa morì per overdose: scoperto dal ragazzo di Abby, Saban è costretto a uccidere anche lui, nascondendo il cadavere della ragazza nell'armadio della sua stanza. Infine il giudice Fitzwilliams decide di ringraziare Jane per aver risolto il caso.
- Ascolti USA: telespettatori 14.763.000 – share 15%[9]

## Rosso bollente
- Titolo originale: Red Hot
- Diretto da: Chris Long
- Scritto da: Ashley Gable

### Trama
Lisbon e Jane arrivano alla Bajoran Helicopters, sede di una compagnia di elicotteri, su richiesta di Walter Mashburn, ricco imprenditore già incontrato. L'agente Lisbon e Jane si recano all'interno dell'azienda: Mashburn, Jurij Bajoran e Garth Draker, assistente di Bajoran, si recano nell'ufficio di Bajoran ma pochi istanti dopo Mashburn esce dalla stanza e questa esplode travolgendo i cinque nell'esplosione. Jane è lievemente ferito e anche Mashburn ha diverse ferite mentre Bajoran e il capo della sicurezza Draker sono rimasti uccisi nell'esplosione; Lisbon è illesa. Portato al CBI, Mashburn viene interrogato ma il suo colloquio con Lisbon è inconcludente. Cho e Jane vanno a interrogare la moglie di Bajoran nella sua residenza. Qui Jane scopre che Bajoran si è portato via due parrucche. Le indagini si indirizzano verso Markam Shankar, ricco imprenditore rivale di Bajoran; Lisbon e Jane vengono raggiunti da Mashburn, chiamato dal consulente, al Chapparal Glen, country club della contea di Sonoma, San Francisco. Cercando Shankar, i tre vengono sorpresi da un agguato al Chapparal Glen, riuscendo a sopravvivere. Jane si fa prestare la carta di credito di Mashburn e va a un'asta dove riesce ad acquistare il pezzo di un'auto per 260 000 dollari, soffiandola a una rappresentante di Shankar, che è introvabile. Jane fa esporre il pezzo nella villa di Mashburn, dove quest'ultimo, su consiglio del mentalista, ha organizzato appositamente una festa. Shankar si presenta alla festa e qui viene interrogato da Jane e da Cho. In serata Lisbon è assalita da una ex ragazza di Mashburn che la voleva uccidere: la ragazza è arrestata e controllando sul suo cellulare si scopre che Mashburn e Draker, l'assistente di Bajoran, si conoscevano e quindi Draker stava tradendo Bajoran. Ritornati alla villa di Mashburn, mentre Lisbon interroga la signora Bajoran, Jane inscena la fuga di Mashburn, sospettato dell'omicidio di Bajoran. All'aeroporto della contea di Marin, Jurij Bajoran raggiunge il velivolo di Mashburn, cercando di freddarlo, ma invece di Mashburn trova gli agenti del CBI, che lo arrestano.
Infine, per la prima volta in tre stagioni, vediamo l'agente Lisbon che si intrattiene con qualcuno: proprio con Mashburn. Un'avventura di una notte di cui non sembra pentirsi.
- Ascolti USA: telespettatori 14 423 000 – share 15%[10]

## Rosso fuoco
- Titolo originale: Ball of Fire
- Diretto da: Stephen Gyllenhaal
- Scritto da: Tom Szentgyorgyi

### Trama
Clarksburg. Jane sta andando a comprare della frutta quando a un certo punto un uomo incappucciato arriva con un'auto e spara contro il fruttivendolo, Norberto Rivera. Durante il conflitto a fuoco Rivera muore e l'uomo che voleva rapire Jane viene ferito, dato che Rivera aveva un'arma personale per autodifesa.  Jane, dopo esser riuscito a contattare Lisbon per un breve istante, viene rapito dall'uomo. La squadra raggiunge la scena del crimine assieme ad Hightower e vengono interrogati due testimoni: uno ha visto la scena mentre l'altra, una certa Sherry Winger, ha visto l'auto del rapitore prendere l'autostrada nord. Jane viene portato in una cantina dal rapitore, che è gravemente ferito. Ritornati al CBI, Brenda Shettrick, responsabile delle pubbliche relazioni al CBI, dice alla stampa che Jane è stato rapito, rendendo pubblica l'indagine. La squadra analizza i nemici del mentalista, ma l'ipotesi che sia stato John il Rosso viene scartata. L'uomo che ha rapito Jane viene sorpreso alle spalle da due colpi esplosi da Sherry Winger che lo uccide. Jane, ingannando la Winger, la riconosce come Rachel, una ragazza già conosciuta in passato per via del padre, che Jane ha messo in prigione. Rigsby e O'Laughlin (in quanto data la situazione l FBI viene coinvolta) vanno a controllare una vettura che è stata vista da un lavorante di un proprietario di un ranch, a sud dell'autostrada (la testimone aveva detto che la macchina si stava dirigendo a nord). Subito dopo Linus Wagner, ingannato e arrestato da Jane per un duplice omicidio (Wagner aveva fatto in modo da far sembrare che i delitti fossero opera di John il Rosso), contatta Lisbon e la invita a trovarlo in prigione per parlare di Jane, poiché Wagner sa qualcosa. Rigsby e O'Laughlin vanno al ranch e trovano l'auto del rapitore, che è stata bruciata: nonostante ciò, Rigsby riesce a trovare una traccia di sangue del rapitore di Jane; inoltre l'auto è della California mentre la testimone aveva detto che era dell'Arizona. Tornati al CBI, grazie al sangue, si risale a Fred Kittel, criminale già arrestato per aggressione, rapina a mano armata e omicidio, ma che non era mai stato coinvolto in alcun caso di Jane. Lisbon si reca alla prigione della contea di Sacramento, incontrando Wagner. Inizialmente scettica, Lisbon ritorna da lui e si fa dire il nome della persona che è dietro il rapimento di Jane, in cambio, se verrà trovato ancora vivo, la donna chiederà clemenza per Wagner: Sherry Winger, ossessionata e avversa a Jane. Nel frattempo la Winger decide di torturare Jane con un pungolo elettrico. Grazie a Cho, si risale a Don Bowman, dirigente assicurativo che redigeva polizze false e le riscuoteva ma un revisore riuscì a scoprirlo e Bowman lo uccise. Jane ingannò Bowman, dicendo che la figlia, Rachel Bowman, aveva scoperto tutto e stava per suicidarsi, quindi il padre tornò da lei e le disse di tacere: il CBI registrò la conversazione e incastrò Bowman. La squadra del CBI va alla casa della Bowman, ma la trova vuota. Usando la psicologia inversa, Jane riesce a farsi avvicinare il cadavere e preleva un coltellino svizzero, senza riuscire a liberarsi dalle manette. L'unità si divide e mentre Lisbon sta ritornando al CBI, viene rapita dalla Bowman, che la porta da Jane, la criminale vuole dare fuoco al capanno di modo che Jane muoia assieme a una persona cara. Rigsby e O'Laughin vanno a interrogare il padre di Fred Kittel e scoprono che Fred aveva un capanno. Tentando un piano, Jane finge di aver ucciso Lisbon e la Bowman, allertata dalle grida di Lisbon, smette di spargere benzina sul capanno e ritorna in cantina, trovando Lisbon apparentemente morta; il mentalista mente dicendo di averla uccisa in maniera rapida, per evitarle le fiamme, la ragazza decide di pungolare Jane e quando si avvicina a  Lisbon, questa la aggredisce e Jane tenta di rubargli la pistola, senza successo. Dopo essersi ripresa dall'aggressione, la Bowman sta per uccidere i due quando viene freddata da Hightower, arrivata grazie alla segnalazione di Rigsby e O'Laughin.
- Ascolti USA: telespettatori 13 841 000 – share 15%[11]

## Luna rossa
- Titolo originale: Red Moon
- Diretto da: Simon Baker
- Scritto da: Bruno Heller

### Trama
Jane e Lisbon si recano su una scena del crimine, dove sono accolti dallo sceriffo Mallery: tre vittime presenti, il vice-sceriffo Nelson Capel, il vice-sceriffo Lance Connor e Keely Farlow. I tre sono stati uccisi con tre metodi diversi: mentre Capel è morto bruciato nella sua auto, a Connor gli hanno sparato e la Farlow è stata sgozzata con un coltello. Sulla scena del crimine vi è anche il nipote di Mallery, Todd Johnson, capitano dei paramedici che piange la fidanzata Farlow. Il CBI prende le redini del caso. Alla stazione di polizia arriva Ellis Mars, un "sensitivo". Jane e Lisbon vanno dal nonno della Farlow, che viveva con la nipote e con Johnson. Cho e Rigsby invece vanno al ristorante dove lavorava la Farlow, che andava al lavoro in bici: le indagini si dirigono su Gregor Hobart, camionista innamorato della Farlow. Ritornati alla stazione di polizia Lisbon e Jane trovano Mars: il truffatore non convince Lisbon ma Jane coglie subito il suo potenziale e decide di usarlo; inoltre Mars li informa che sta per esserci un altro omicidio. Interrogato, Hobart è l'ultima persona ad aver visto la Farlow viva, a parte l'omicida. Dal colloquio con Hobart, si scopre che la Farlow era molestata dal cuoco del ristorante dove lavorava. Portato negli uffici del CBI, il cuoco ha dei graffi della Farlow sul suo braccio sinistro. Lo sceriffo Mallery vorrebbe "interrogare a modo suo" il cuoco ma Lisbon, avversa ai violenti metodi di Mallery, decide di portare il sospettato a Sacramento dove, negli uffici del CBI, è vittima di un agguato da parte di Johnson, che viene subito immobilizzato da Cho. Johnson viene portato nella soffitta del CBI da Jane: qui il consulente convince Johnson a continuare a cercare la sua vendetta e il capitano dei paramedici si scusa con Hightower, che decide di lasciarlo libero. Dai risultati della scientifica si scopre che c'è un serial killer di poliziotti: l'assassino aveva già colpito gli agenti Rens Howard e Jeff Ortis (uccisi entrambi a tarda notte su strade di campagna) e gli stessi proiettili sono stati rinvenuti nel corpo del vice-sceriffo Connor. Rianalizzando l'interrogatorio di Hobart, Jane e la squadra capiscono di aver cercato il luogo del rapimento sulla strada sbagliata e riescono a trovare la bici della Farlow: vicino alla bici, Rigsby riesce a trovare un bottone, spesso rinvenuti sulle divise di pompieri e marinai. Interrogando un pompiere che la sera prima non si era presentato al lavoro, Ben Kitchen, gli agenti non concludono nulla. Lo sceriffo Mallery chiama Lisbon perché ha scoperto qualcosa ma proprio mentre parla con il capo squadra del CBI, qualcuno gli spara in testa nella sua auto e lo sceriffo muore. Ellis Mars torna alla stazione di polizia: qui il truffatore cerca di ipnotizzare Jane, che riesce a dargli un posto nelle indagini come "consulente investigativo" della polizia. Jane induce Mars a tornare sulla scena del crimine, inoltre convince lo sceriffo a piazzare un paio di uomini sulla medesima scena: incastrarlo da Jane per gli omicidi, Mars viene inevitabilmente beccato dai poliziotti e scappa, venendo trovato e aiutato da Jane che gli spiega la situazione. I poliziotti l'hanno visto e penseranno che sia lui il killer; Mars vuole andare alla polizia a chiarire tutto ma Jane gli spiega che se andasse alla stazione della polizia i poliziotti lo arresterebbero e probabilmente si vendicherebbero dei delitti, nonostante lui non li abbia commessi; Jane invita Johnson alla stazione di polizia, dove vengono informati dallo sceriffo che stanno cercando Mars, ora divenuto il principale sospettato degli omicidi: Mars aveva del sangue e un capello scuro (messi li da Jane, il capello è stato strappato a Lisbon) nella sua auto, inoltre sapeva che Lisbon era al telefono quando hanno sparato a Mallery (informazione datagli da Jane). Johnson viene portato da Jane al motel dove è rifugiato Mars e lo convince a sparargli ma Johnson rifiuta di ucciderlo. A questo punto Jane dice di aver incastrato Mars e lo lascia scappare: nella stanza del motel restano solamente Johnson, con un'arma in mano e Jane. Il mentalista spiega i fatti a Johnson: il padre di Johnson era un poliziotto, la Farlow è morta perché aveva scoperto la sua vita da criminale mentre Mallery aveva capito che era lui il killer e quindi l'ha ucciso. Messo alle strette, Johnson spara a Jane ma la pistola è priva di percussore. Johnson decide quindi di attaccare Jane con il coltello ma il consulente chiama gli agenti Cho e Rigsby e i due lo arrestano. Portato al CBI, inizialmente Johnson non vuole parlare ma a un certo punto decide di voler dire tutto, chiedendo di poter parlare solo con Jane, l'unico che può capire la situazione secondo Johnson. Lisbon informa Jane che decide di andare a vedere cosa ha da dirgli Johnson: arrivato alla sua stanza, Jane e un agente scoprono che Johnson sta ardendo vivo nella stanza, nonostante questa sia chiusa a chiave. Dopo l'attentato alla vita di Johnson il CBI apre un'indagine interna per scoprire il killer e Jane segue Johnson in ospedale. Rimasti soli, le ultime parole di Johnson rivolte a Jane sono "Tigre, tigre", ovvero le prime parole della strofa della poesia The Tyger di William Blake che John il Rosso recitò a Jane stesso durante il loro unico incontro: da qui Jane capisce che dietro a tutto, in realtà, c'è John.
- Ascolti USA: telespettatori 14 737 000 – share 16%[12]
- Curiosità: questo episodio è l'unico della serie in cui l'autore Bruno Heller ha fatto una comparsata alla Hitchcock.

## L'elfo rosso
- Titolo originale: Jolly Red Elf
- Diretto da: John Showalter
- Scritto da: Daniel Cerone

### Trama
Un Babbo Natale, Benjamin Ripple, cade da un edificio e muore. Arrivati sulla scena del crimine, nonostante lo scetticismo di Lisbon, secondo Jane è stato vittima di omicidio. I due salgono a casa sua e trovano un gettone degli Alcolisti Anonimi. Ritornati al CBI, si ha la certezza dell'omicidio di Ripple, poiché il biglietto di addio trovato accanto al suo corpo non è stato scritto da lui. Subito dopo vi è il briefing di Hightower sull'omicidio Johnson: JJ LaRoche, a capo della Professional Standard Unit (PSU), prende il comando dell'indagine interna. Alla fine del briefing, Jane ritorna sulla scena del crimine, la cella del CBI e lì si ricorda di un accendino verde sulla panca mentre Johnson ardeva: rivela a LaRoche, che l'ha seguito, d'aver letto il rapporto delle prove. Jane è il primo sospettato di LaRoche, ma l'obbiettivo del consulente è arrivare alla lista di sospettati di LaRoche: Jane va a trovare l'ex capo del CBI ora in pensione, Virgil Minelli. Il mentalista chiede a Minelli se può procurargli la lista tramite "metodi secondari", per riuscire ad avvicinarsi a John il Rosso: Johnson era un membro della sua rete e qualcuno della stessa rete ha ucciso Johnson quindi, molto probabilmente, il membro della rete di John è nella lista dei sospettati. Rigsby e Van Pelt vanno in un hotel di Sacramento dove si sta svolgendo una convention di Babbi Natale e qui si ha una discussione tra Tony e Bob, arrestati dai due agenti. Dall'interrogatorio dei due Babbi Natale si risale a Roxie Rhodes, pseudonimo della escort di lusso Roxanne Rabinović. Jane indaga sotto copertura infiltrandosi nel centro di riabilitazione dell'Alcolisti Anonimi frequentato da Ripple. Qui, il mentalista è raggiunto da JJ LaRoche che però non riesce a interrogarlo. In serata qualcuno entra nell'abitazione di Ripple e nella mattinata seguente viene interrogata la Robanović: la donna confessa di reclutare pazienti dai centri di riabilitazione per portarli in una clinica specializzata gestita da Jack Wilder. Van Pelt e Lisbon vanno a parlare con Wilder e qui trovano Lailah Bloom, assistente di Wilder nelle visite ai pazienti: la Bloom parla con Van Pelt, rivelandole che i suoi genitori sono morti a causa dell'alcol. Ritornati al quartier generale, Jane ha un piano: si fa ricoverare alla clinica di Wilder e qui sperimenta i suoi metodi, consistente nel farlo ubriacare mentre gli dà delle piccole scariche elettriche. A visita quasi completata, la Bloom trova una scusa per mandare fuori dalla stanza Wilder, rimanendo sola con Jane: il mentalista, nonostante sia ubriaco, riesce ad alterare il battito del suo cuore e finge di essere svenuto, riuscendo a scoprire la Bloom mentre sta per iniettargli alcool al 95% tramite una siringa. L'unità di Lisbon riesce a trovare la stanza e ad arrestare la Bloom. Usciti dalla clinica, LaRoche interroga Jane che è ancora ubriaco: il mentalista, nonostante il suo stato, riesce a mentire a LaRoche senza rivelargli cosa gli ha realmente detto Johnson. LaRoche lo esclude quindi dalla lista dei sospettati a seguito del colloquio; Jane gli chiede se può avere direttamente per mano sua la lista di sospettati, ma LaRoche si rifiuta. Il mentalista è allora costretto a ottenere le informazioni tramite Minelli.
- Ascolti USA: telespettatori 13 405 000 – share 14%[14]

## Lotta macchiata di rosso
- Titolo originale: Bloodsport
- Diretto da: Roxann Dawson
- Scritto da: Eoghan Mahony

### Trama
Oakland, competizione di arti marziali miste. Una donna delle pulizie, seguendo delle tracce di sangue fresco, trova il cadavere di Charlotte Mitchell. Sulla scena del crimine l'unità del CBI trova Len Artash, promoter. Le indagini si dirigono verso Manny Flaco e Rowdy Merriman, i due combattenti. Si risale all'arma del delitto: la pistola era stata usata nel 2001 in un omicidio perpetrato da Joseph Reyes; interrogato da Van Pelt e Rigsby, l'uomo ammette di aver dato l'arma a Dawn May, una sua amica. Jane e Lisbon si recano alla casa della Mitchell, dove risiede ancora il padre Tom: il padre ha un infarto e viene portato in ospedale. Jane e Lisbon vanno a parlare degli incontri truccati con Artash: nella palestra, Jane riesce a ottenere informazioni su Flaco dal suo ex allenatore, Floyd Benton. Rigsby e Cho interrogano la May: la ragazza dice agli agenti di aver dato l'arma al cugino, morto in Iraq. Eliminato Jane dalla lista dei sospettati, LaRoche si concentra su Rigsby. Il CBI convoca Merriman e Flaco al CBI e, istigato da Jane, Merriman dà il via a una rissa negli uffici del CBI. Vengono interrogati Lima e Merriman, prima di Flaco della moglie e si scopre che il combattente la tradiva con la Mitchell: la moglie indirizza gli agenti verso Benton, ex allenatore di Flaco che voleva somministrargli degli steroidi. Reyes va al CBI per parlare con gli agenti e viene accolto da Rigsby: dopo aver parlato con la May, Reyes dice a Rigsby che la pistola non è mai arrivata al cugino ma è arrivata a Frank López. Rigsby e Cho lo interrogano in un locale a East Oakland: López dice di averla persa in un altro locale, il night club Narciso. Jane e Lisbon ritornano alla palestra e lì Jane tende la sua trappola. Intanto LaRoche decide di interrogare Cho: il capo della PSU si è accorto che Rigsby ha dato un falso alibi al padre e ha coinvolto Cho, a sua insaputa. A questo punto se Cho mentirà a LaRoche, dicendo che era con Rigsby, salverà la carriera dell'agente altrimenti la comprometterà: inizialmente contrario, Cho decide di mentire a LaRoche confermando la sua presenza assieme a Rigsby e al padre. All'ospedale Lima cerca di uccidere il padre della Mitchell, cadendo nella trappola tesagli da Jane. La pistola con la quale Lima ha sparato gli era stata data da Artash, che l'aveva trovata nel suo locale, il Narciso. Artash viene arrestato. La Mitchell era morta per aver scoperto che Flaco combatteva rischiando la vita, poiché dalle visite mediche era risultato non idoneo a combattere.
- Ascolti USA: telespettatori 14 880 000 – share 15%[15]

## Indizi rossi
- Titolo originale: Bloodhounds
- Diretto da: Charles Beeson
- Scritto da: Erika Green Swafford

### Trama
La squadra di Lisbon è chiamata al demolitore di auto di Sacramento per il ritrovamento del cadavere di una donna, morta da una settimana e ritrovata da uno sciacallo. Jane libera il cane dello sciacallo e, così, si scopre il ritrovamento del corpo di una seconda donna. Nelle indagini, vengono affiancati da una profiler, la dottoressa Montague. La Montague porta le indagini alla ricerca del "Cavernicolo", un serial killer che ha ucciso vittime simili dieci anni prima. Si risale però solo alla seconda vittima, Valerie Bastin, arrestata per aver investito un senza-tetto. Jane e Lisbon vanno in un centro di accoglienza dove la Bastin faceva volontariato: qui, trovano anche l'agente Rigsby e la Montague. Cho e Rigsby arrestano un altro sciacallo, che aveva rubato un bracciale alla prima vittima. Per ingannare la Montague, Jane fa rinvenire al CBI un pacco con dentro un rene e un messaggio, imitando i metodi del serial killer. Si riesce a risalire alla prima vittima: Fernanda Talan, che lavorava in una compagnia di imbottigliamento. Van Pelt e Cho vanno al centro di accoglienza per parlare nuovamente con Donovan. Jane decide di salire su un autobus con la Montague. Viaggiando sul mezzo, si scopre che le vittime si incontravano sull'autobus. A un certo punto il mezzo si ferma e ne scende l'autista, che tenta la fuga inseguito da Jane e dal profiler ma viene fermato e arrestato da Lisbon e Rigsby. Interrogato, l'autista rivela di spacciare droga. Jane rivela a Lisbon che è stato lui a inviare il pacco. Il mentalista s'infiltra alla veglia delle vittime e riuscendo a mandare un altro messaggio ai veri artefici dell'omicidio. La profiler inserisce gli omicidi di John il Rosso in un programma che permette di capire se continua a uccidere e quando: inizialmente molto scettico, Jane cestina il file, per poi riprenderlo.
- Guest Star: Linda Park, Lela Loren, Silas Weir Mitchell
- Ascolti USA: telespettatori 14 818 000 – share 15%[16]

## Allarme rosso
- Titolo originale: Red Alert
- Diretto da: Guy Ferland
- Scritto da: Jordan Harper

### Trama
Crane Creek. Amber Sutherland viene trovata uccisa con due proiettili nel petto. Dalla casa della Sutherland manca la sua attrezzatura, mentre l'arma del delitto viene trovata in un bidone della spazzatura. La Sutherland stava girando un video per la campagna elettorale del sindaco Kevin Bagshaw, candidato alla camera dei rappresentanti. Perciò, il direttore Bertram vuole essere aggiornato sulle indagini. Jane arriva a casa Sutherland in ritardo, inseguito da una volante della polizia per aver superato i limiti di velocità consentiti. Lisbon e Jane vanno a parlare con Ronald Crosswhite, sospettato dell'omicidio della moglie, Ginger Crosswhite, uccisa due anni prima. Mentre l'unità di Lisbon ispeziona la casa di Crosswhite, trovando l'attrezzatura della Sutherland, Jane va a pagare la multa al municipio ma qui irrompe Crosswhite e prende in ostaggio i presenti armato di pistola. Il CBI di Lisbon ha inizialmente il comando della situazione e l'agente decide di non irrompere nell'edificio. In seguito, il sindaco Bagshaw convince Bertram a lasciare l'autorità alla polizia. La contromossa di Lisbon è rilasciare un'intervista anonima al giornalista che ha più influenza su Bertram e, grazie a ciò, riesce a riottenere nuovamente l'autorità del caso. La situazione non è accettata dal poliziotto Rowley che si apposta sul tetto di un edificio adiacente al municipio e tenta di uccidere Crosswhite ma il suo tiro, impreciso, colpisce un ostaggio che rimane ferito a una spalla. L'agente Rowley viene arrestato da Rigsby e Cho. Crosswhite decide che sarà Jane a mediare con la polizia: Jane, tramite Crosswhite, dà alla polizia un ultimatum di un'ora, entro la quale Crosswhite deve parlare con il procuratore generale altrimenti inizierà a sparare agli ostaggi. Jane capisce chi è l'assassino e da vita al suo piano: Crosswhite libera l'ostaggio ferito e Jane gli infila nella giacca un suo messaggio per Lisbon e per la polizia, nel quale dice che la Sutherland aveva messo una busta nell'ufficio del sindaco. Jane convince Crosswhite a uscire dal municipio: Crosswhite viene arrestato e il mentalista rivela il killer di Ginger Crosswhite e della Sutherland. È il capitano della polizia. Jane rivela che ha messo lui la busta nell'ufficio del sindaco e non la Sutherland e che, inoltre, il capitano la nasconde in quel momento nel suo giubbotto antiproiettile: il capitano è costretto ad aprire la busta sotto gli occhi di tutti e a leggerne il contenuto, ovvero "arrestatemi". Il capitano confessa i due omicidi al CBI. Anche Crosswhite viene arrestato.
- Ascolti USA: telespettatori 15 176 000 – share 16%[17]

## Vendetta rosso sangue
- Titolo originale: Blood for Blood
- Diretto da: Martha Mitchell
- Scritto da: David Appelbaum

### Trama
L'agente Van Pelt svolge un incarico facendo il turno di notte nella casa di Justin DeGeorge, testimone chiave in un processo contro Adrian Essex, reo di aver ucciso Tania Matthews. DeGeorge era un manager finanziario ed Essex un suo cliente: quando DeGeorge fu arrestato per frode fiscale, patteggiò con lo Stato in cambio della testimonianza contro Essex; il manager non va in prigione ed entra con la figlia, Trina, nella protezione testimoni. L'agente di polizia Vic Gorman cede il turno a Van Pelt che, durante il suo primo giro d'ispezione, sente un rumore provenire dai boschi e non chiude la porta della casa a chiave: attirata nel bosco, Van Pelt viene aggredita e perde i sensi. Dopo essersi ripresa sente uno sparo provenire dalla casa, entra nell'abitazione e trova DeGeorge morto mentre la figlia è scomparsa. L'unità del CBI si reca sul posto: Jane riesce a scoprire subito il nascondiglio nel quale si è rifugiata Trina DeGeorge che, trovata, non riesce a ricordare nulla dell'omicidio del padre, nonostante ne sia testimone. Il primo indiziato è Essex: il killer viene trovato ed è inizialmente arrestato da Cho e da Rigsby che, dopo essersi accorti della cavigliera per la quale non può uscire da casa sua, lo lasciano libero. Arrivati in ospedale, Jane decide di ipnotizzare Trina ma la zia, Jodie, è fortemente contraria ai metodi di Jane. Mentre Lisbon distrae involontariamente il medico e la zia, Jane con una scusa si dirige da Trina e parla con lei: la ragazza non ricorda ancora nulla ma, quando la zia e Lisbon arrivano nella stanza, Jane è costretto a rivelare alla giovane DeGeorge che il padre è morto. Inizialmente O'Laughlin cerca di consolare Van Pelt, ma è interrotto da LaRoche, che costringe l'agente Van Pelt ad andare nel suo ufficio per un colloquio. Cho e Rigsby fanno una retata in un capanno cercando Eugene Boden e vi trovano anche Essex, che però riesce a fuggire. Nel frattempo LaRoche interroga Van Pelt: il nuovo capo del PSU è costretto a ricattare Van Pelt che dovrà spiare la propria unità per avvicinarsi al colpevole del caso Johnson e in cambio LaRoche si dimenticherà del suo errore nel caso DeGeorge. Arrestato, Boden non decide di patteggiare con il CBI. Jane va a parlare con la zia di Trina DeGeorge, che è riuscita a bandire il consulente dall'ospedale. Van Pelt rivela a O'Laughlin il ricatto di LaRoche. Al CBI, Jane scommette 100 dollari con l'agente Gorman: se il mentalista riuscirà a scoprire dove si nasconde in meno di un minuto vince la scommessa altrimenti la perde; Jane prende la lista della proprietà di Essex trovata da Cho e va da Boden, rimasto nella sala interrogatori. Jane va a trovarlo e in soli 27 secondi riesce a scoprire dove si trova. La SWAT, Gorman, Rigsby e Van Pelt si dirigono al 9 di Eagle Drive e lì Essex riesce inizialmente a scappare, inseguito da Van Pelt, ma viene presto bloccato dalla SWAT e da Rigsby, che lo arresta. Mentre Cho interroga Essex, Lisbon e Jane vanno a trovare Trina DeGeorge e la zia: la ragazza decide di voler riconoscere l'assassino del padre e viene portata al CBI. Trina non riesce a riconoscere l'omicida tra alcuni sospettati così Jane, supportato da Lisbon e aiutato da Rigsby, decide di allontanare la zia da Trina e di ipnotizzare quest'ultima mentre Rigsby tiene impegnata la zia. Nonostante ciò, Trina non riesce a ricordare ancora il killer e così viene portata in un'altra abitazione per la protezione testimoni. Van Pelt, di pattuglia alla casa, fa finta di rientrare nell'abitazione e qui Gorman viene sorpreso dall'agente Lisbon e da Van Pelt: Gorman è un corrotto assoldato da Essex per uccidere Justin e Trina DeGeorge ed è costretto a mettere la sua arma a terra. Gorman, dopo aver inizialmente deciso di deporre l'arma, cerca di riprenderla ma viene freddato all'istante da Van Pelt, che gli spara quattro volte al petto, uccidendolo. Van Pelt si chiarisce con LaRoche: l'agente non aveva fatto alcun errore, avendo chiuso la porta dei DeGeorge, poiché Gorman aveva una chiave propria dell'abitazione. Nonostante ciò, LaRoche vorrebbe ancora infiltrare Van Pelt in mezzo ai suoi stessi colleghi, ma l'agente si rifiuta. Parlando con Essex, si scopre che Gorman lavorava per lui da sei anni e che aveva ucciso cinque persone ogni volta in cambio di 10 000 dollari: entrambi erano di Boston, inoltre erano cresciuti nello stesso quartiere. La zia chiama Jane a casa sua, poiché la nipote sta male: il consulente del CBI porta con sé Lisbon e si scopre che Trina ha sparato al padre e che il padre stesso aveva a sua volta ucciso la madre. La notte del delitto Trina scopre che il padre aveva ucciso la propria coniuge mentendo sul suo alibi: dopo aver minacciato la figlia con una pistola, l'arma cade sul pavimento e Justin DeGeorge scaraventa la figlia a terra; Trina prende la pistola dal pavimento e gli spara, uccidendolo. Mentre Jane è favorevole a insabbiare tutta la faccenda, tenendo Trina in libertà e facendo finta che sia stato Gorman a uccidere DeGeorge, Lisbon è contraria e vuole mandarla al riformatorio. Lisbon porta Trina al carcere minorile Carlisle e, qui, Lisbon decide di riportare a casa la ragazza, scegliendo la soluzione di Jane.
- Ascolti USA: telespettatori 14 861 000 – share 15%[18]

## Oro rosso
- Titolo originale: Red Gold
- Diretto da: Tom Verica
- Scritto da: Cindi M. Grossenbacher

### Trama
Hadley, valle dell'oro. Lisbon e Jane vanno su una scena del crimine dove è stato trovato morto un cercatore d'oro, Rick Loomis, ex programmatore di software arrivato nella valle dopo esser stato licenziato. Dopo aver fatto i primi controlli del caso, con una scusa, Jane attira i cercatori d'oro verso il fiume e questi travolgono Lisbon che rimedia una slogatura della caviglia: è quindi costretta a stare in ufficio dietro a una scrivania. Jane è affiancato nelle indagini da Hightower. Al CBI la squadra scopre che la moglie di Loomis ha mentito sul suo conto corrente (aveva detto ad Hightower che era al verde quando in realtà aveva 5 000 dollari in banca) e sul fatto che Loomis non possedesse armi, avendo comprato una Colt 45 una settimana prima. Jane decide di acquistare un lotto da Attwood: successivamente lo segue assieme ad Hightower, che arresta Attwood. Quest'ultimo sparava, con cartucce imbottite d'oro, sui sassi nei pressi del fiume per far sembrare che ci fosse dell'oro nel torrente. Attwood è trattenuto al CBI con l'accusa di frode ma paga la cauzione ed esce. Jane e Hightower vanno a parlare con il commesso del negozio dove Loomis ha comprato delle attrezzature. Intanto i figli di Hightower vengono lasciati negli uffici del CBI, dove vengono presi in custodia da Lisbon, ancora infortunata. Durante la ricerca di Scott Monroe, Jane e Hightower trovano Attwood morto: Van Pelt e Rigsby vengono mandati ad arrestare Monroe, che rivela che Jeff ha rubato l'attrezzatura al padre. Interrogando il figlio, Jane scopre dove si trova la miniera d'oro e lascia apparentemente Hightower da sola per andare a trovare la miniera: in realtà, il mentalista porta con sé Hightower per seguire Dean, il commesso del negozio, che li conduce alla miniera: Jane incastra Dean che lo prende in ostaggio mentre ha di fronte Hightower. Il capo del CBI riesce a colpire Dean, uccidendolo e salvando Jane.
- Ascolti USA: telespettatori 15 005 000 – share 16%[19]

## Regina rossa
- Titolo originale: Red Queen
- Diretto da: Chris Long
- Scritto da: Daniel Cerone

### Trama
Lisbon, LaRoche, Rigsby, Cho e altri due agenti entrano negli uffici del CBI dove è stata trovata una testimone che ha visto una donna salire verso il tetto. Jane vive nella soffitta dell'edificio, quindi presumibilmente la donna si dirigeva lì, dato che Jane non è stato visto per tutta la mattinata: gli agenti si dirigono verso la soffitta e provano a entrare ma la porta è chiusa. Jane, dall'interno, apre la porta: assieme a lui c'è l'agente speciale Hightower che gli sta puntando un fucile alla testa. Un flashback riporta a 36 ore prima. Al Museo di Archeologia e Antropologia della California del Nord è stato trovato morto Manuel Montero, professore universitario di Arte antica e commerciante d'arte. Dal museo manca un oggetto d'oro del valore di 200 000 dollari. Al CBI Hightower è interrogata da LaRoche sul caso Johnson, che coinvolge gli agenti del CBI da ormai diverso tempo: il capo della PSU arriva ad Hightower grazie a Rens Howard, agente ucciso da Todd Johnson legato sentimentalmente all'agente speciale. Andando al magazzino di Montero, Cho e Rigsby scoprono che il professore era un trafficante d'armi. Il lavoro di LaRoche sul caso Johnson è riportato su un cartellone che indica dov'era ogni singola persona all'interno del CBI al momento dell'omicidio di Todd Johnson: il cerchio si restringe a cinque persone e Hightower è l'unica ad avere un buon movente per uccidere Johnson. Hightower rivela di aver avuto una relazione con Howard, ma dice a LaRoche di non aver ucciso Johnson. Ricercando nella vita privata di Montero si scopre che è nato a Vail, la stessa città natale di Johnson: inoltre la squadra scopre che Johnson e Montero erano migliori amici ai tempi del liceo. Il collegamento tra Montero e Johnson si rafforza quando Cho, tornato al magazzino, grazie ai numeri di serie riesce a risalire all'arma usata da Johnson per gli omicidi: era stata acquistata in un negozio da parte di un incensurato che lavorava per Montero. Jane scende a controllare quali impronte sono state trovate sull'arma del delitto e scopre che tra le altre spicca quella di Hightower. Poco dopo c'è un briefing del CBI sul caso Montero e nel mezzo della riunione Jane chiama Hightower, rivelandogli quale sarà la conclusione del briefing: Hightower sarà accusata dei due omicidi. Il capo del CBI si defila dalla riunione e va a parlare con Jane: arrivata in soffitta, Hightower è attesa dal mentalista che imbraccia un fucile a pompa. Jane chiede con insistenza ad Hightower se sia lei il killer di Johnson e Montero e, in una situazione di apparente calma, il consulente carica l'arma e la punta contro Hightower, spiegandole la situazione: se il capo del CBI dovesse essere l'assassino dei due omicidi, sarebbe costretta a portare Jane da John il Rosso dato che dietro a Johnson c'era il serial killer (cosa che Jane fino ad allora non aveva mai rivelato a nessuno), altrimenti qualcuno vuole incastrare Hightower e lei è innocente. Quando Jane, troppo vicino ad Hightower, abbassa la guardia, il capo del CBI non stenta a strappargli l'arma dalle mani e a farla sua, ribaltando la situazione. Negli uffici del CBI il briefing è quasi terminato: Bertram cede il comando delle indagini a JJ LaRoche e nel frattempo Lisbon viene informata che c'è un riscontro positivo per Madeleine Hightower. Appoggiato dal direttore Bertram, LaRoche comincia a cercare la donna; solo Lisbon è contraria alle sue brusche procedure. La squadra si dirige all'abitazione di Hightower e, perquisendo la sua stanza, Rigsby trova un doppio fondo in un cassetto con nascosto l'oggetto rubato al museo. Con questa prova, anche Lisbon si convince della colpevolezza del capo del CBI. Si ritorna alla scena iniziale. LaRoche decide di far abbassare le armi alla squadra e di far passare Hightower e Jane, ostaggio della donna. I due riescono a fuggire dell'edificio e inizia un inseguimento da parte del CBI e della polizia nei confronti dei fuggitivi. Dopo pochi istanti, Jane fa un incidente con il SUV e Hightower fugge. La sua motivazione all'incidente è essersi schiantato mentre Hightower aveva abbassato la guardia. Il mentalista rimedia una "commozione cerebrale" (in realtà non ha nulla) mentre la caccia ad Hightower vede coinvolti anche gli US Marshal e l'FBI. Jane ritorna alla soffitta del CBI e i casi Johnson e Montero sembrano chiusi. In seguito, il mentalista si reca a casa di LaRoche, ringraziandolo per avergli salvato la vita. Poco dopo va verso l'auto di LaRoche, bussa sul cofano e questo si apre: dentro si trova Hightower e viene rivelato che il sequestro di Jane da parte di Hightower è stato in realtà un piano dello stesso per portare l'ormai ex-capo del CBI fuori dalla città e per avvicinarsi più velocemente all'infiltrato di John il Rosso nel CBI.
- Ascolti USA: telespettatori 14 785 000 – share 15%[20]

## Flusso rosso
- Titolo originale: Bloodstream
- Diretto da: Bobby Roth
- Scritto da: Erika Green Swafford

### Trama
Foresta Meyer, Mount Stantz Golf & Country Club. Micah Newton, medico, viene trovato morto. Mentre Jane analizza la scena, la sua frase è completata da LaRoche, arrivato sulla scena del crimine per investigare sulla fuga di Hightower, supportata da Jane all'insaputa di tutti. LaRoche si concentra su Lisbon, che reagisce impropriamente nei confronti di LaRoche, nominato nuovo capo dell'unità al posto di Hightower e viene declassata ad agente mentre Cho viene promosso a capo squadra. L'offerta di Cho di fare rapporto a LaRoche mantenendo i precedenti rapporti gerarchici viene rifiutata da Lisbon, quindi Cho è costretto a condurre l'indagine. Al CBI si scopre che Newton aveva una quantità di radiazioni accettabili in corpo ma il dosimetro che era obbligato a portare segnava una quantità troppo elevata rispetto a quella accettabile. Lisbon e Jane vanno all'ospedale mentre Cho e Rigsby interrogano il marito della vittima. Al CBI Van Pelt interroga Byron, marito di una paziente che era in lista d'attesa per un'operazione che il dottor Newton doveva eseguire ma che non riusciva mai a compiere: Byron aveva perciò scritto una lettere minatoria a Newton. In ospedale Lisbon e Jane notano che il dottor Quick ha immediatamente sostituito la vittima nelle sue operazioni. Jane distrae il medico e raggiunge la stanza del "paziente Siberia", nome in codice di un boss della malavita russa: Lisbon arresta lo scagnozzo del boss e lo porta al CBI. Jane ritorna all'ospedale e lì fa la conoscenza di Enid Jordan e del marito Byron. Jane rimane nell'ospedale indagando sul dottor Watson, che risulta innocente e con un alibi per l'ora dell'omicidio. Il resto dell'unità trova l'assistente di Newton, che vendeva cesio-137 sul mercato nero. All'ospedale Jane da un po' di caffè a tutti, prima di essere cacciato dalla stanza. Al quartier generale del CBI Lisbon viene rimessa al comando delle indagini da LaRoche. Jane lascia una scritta sul corpo del boss russo che sta per essere operato e viene convocato dai medici nella sala operatoria: arrivato, Jane rivela d'aver drogato tutti i medici con un antioppiaceo  nel caffè, spiegando di aver scoperto che uno dei medici è un drogato. Lisbon trova l'anestesista mentre si sta drogando: Jane in realtà non ha mai drogato il caffè, incastrando di fatto il killer. Portata al CBI, l'anestesista confessa l'omicidio Newton.
- Ascolti USA: telespettatori 14 277 000 – share 15%[21]

## Il miglio rosso
- Titolo originale: The Red Mile
- Diretto da: Darnell Martin
- Scritto da: Tom Szentgyorgyi

### Trama
Appena fuori Auburn, Timothy Hartley viene trovato ucciso. Jane riesce a prendere in giro il Dr. Steiner, medico legale, facendogli trovare, in una tasca del cadavere, un foglio di carta nel quale vi è scritto di come lo stesso Steiner sarebbe stato impressionato del fatto che Jane sapesse di quel foglio, senza neanche toccare il corpo di Hartley. Durante il tragitto, il corpo di Hartley viene sequestrato. Lisbon e Jane vanno a interrogare la famiglia di Hartley a Hillsborough. A Palo Alto Cho va a parlare con un socio di Hartley. O'Laughlin si unisce al CBI nelle indagini mentre Steiner ritorna al CBI dove è accolto da Jane, che gli consente di seguire le indagini del team. Interrogando la psichiatra di Hartley, si scopre che quest'ultimo era convinto di esser stato rapito dagli alieni. Ritornati a Hillsborough, Steiner svela di essere gravemente malato e di stare per morire. Le indagini si dirigono su Melling, commerciante di cadaveri alle banche degli organi. Dopo aver raggiunto la sua abitazione, Van Pelt, Rigsby e O'Laughlin vengono attaccati da Melling, da Matthews e dalla madre di Melling: nel conflitto a fuoco, Melling muore ucciso da Rigsby e Matthews è arrestato. Viene arrestato un ufologo mentre Steiner rilascia un'intervista alla stampa. Su consiglio di Jane, Steiner crea un tranello per incastrare l'assassino e la squadra arresta il maggiordomo della famiglia Cook e la suocera di Hartley. Infine, Jane si reca da Steiner: il medico legale vuole suicidarsi per non soffrire in un futuro molto prossimo e, per far sì che il suo corpo non subisca un'autopsia, decide di farsi assistere nel suicidio da Jane. Dapprima riluttante, il mentalista accetta in silenzio e inizia a preparare il tè per entrambi, mentre Steiner prende alcune pillole nella stanza accanto. Nei suoi ultimi istanti di vita, Jane gli rivela il trucco che ha usato per il foglio di carta rinvenuto nel cadavere di Hartley senza che Jane gli si avvicinasse (aveva chiesto al vice sceriffo di inserire il foglio nella tasca del cadavere qualora ci fosse stato Steiner come medico legale, ipotesi avallata anche da Lisbon) e gli mostra un ultimo trucco con una moneta, così da distrarlo mentre le pillole fanno effetto, portandolo alla morte.
- Ascolti USA: telespettatori 14 273 000 – share 15%[22]

## Tutte le rose rosse hanno le spine
- Titolo originale: Every Rose Has Its Thorn
- Diretto da: Charles Beeson
- Scritto da: Ken Woodruff

### Trama
San Francisco, South Beach Marina. John Flynn, direttore della compagnia Symphony, viene trovato morto. La prima interrogata è la moglie della vittima: lei combina le coppie nell'agenzia del marito. Il primo impatto di Jane con la signora Flynn è negativo: secondo il mentalista la Flynn ha ucciso il marito. Rigsby interroga una cliente di Symphony. Van Pelt va invece dalla Cartwright, l'ex moglie di Flynn. Jane va alla Symphony, dove trova la Flynn: inizialmente il consulente del CBI vorrebbe chiarire alla Flynn che ha frainteso la sua situazione sentimentale ma in seguito decide di stare al gioco e di diventare cliente della Symphony. Rigsby e Cho sono al Riveldale Health Club di Sacramento, mentre parlando con un uomo che ha avuto un battibecco con Flynn, ma che poi si era chiarito con quest'ultimo. Alla Symphony, Jane rivela alla Flynn che secondo lui ha ucciso il marito. Ritornati al CBI, Lisbon decide di mandare Rigsby a trovare "Noemi", una ricattatrice. L'agente riesce a trovare la donna e a un certo punto, quando Rigsby e la donna sono in camera, entrano Lisbon e Van Pelt, cosicché Rigsby è costretto ad arrestarla. Jane riesce quasi a incastrare Erica: ormai sa che la Flynn ha usato un registratore e che ha usato un complice, riuscendo a uscire dallo studio e a uccidere il marito. Jane ritorna da Erica: l'assistente della Flynn, Peter Clarridge, viene arrestato e portato al CBI, assieme a Erica. Jane interroga Peter ma il colloquio è infruttuoso quindi lo lascia andare. In una fase di stallo, dove a Jane mancano le prove decisive a mandare in prigione la Flynn, che d'altra parte è sicura di non ricevere alcuna accusa grazie al suo alibi ben costruito, il consulente s'inventa un piano: dopo aver rilasciato Clarridge viene data notizia del suo suicidio. Andando all'appartamento di Clarridge, Jane scopre una lettera e la fa aprire alla Flynn: la lettera reca scritto "Ho vinto". Messa alle strette da Jane, la Flynn conferma insistentemente che non gliene importa nulla della morte di Clarridge, al contrario di quanto Peter potesse pensare, quindi Clarridge si fa vivo: la notizia della sua morte è stato un bluff organizzato dall'unità del CBI per incastrare la Flynn. Negli uffici del CBI Clarridge confessa l'omicidio perpetuato a opera della Flynn e la sua complicità nel delitto.
- Guest star: Morena Baccarin (signora Flynn).

- Ascolti USA: telespettatori 15 173 000 – share 16%[23]

## Lista rossa
- Titolo originale: Redacted
- Diretto da: David M. Barrett
- Scritto da: Eoghan Mahoney

### Trama
In casa di JJ LaRoche un uomo entra in casa, scassina la cassaforte e continua a cercare qualcosa, non trovandola. Poco dopo viene sorpreso da LaRoche stesso, che gli spara, non riuscendo a prenderlo; l'uomo esce fuori dalla proprietà, ma viene bloccato e arrestato da alcuni agenti della polizia. Sul posto vi è anche Jane, che però si defila.
Alla Sterling Electronics, Ted Fisher finisce morto durante una rapina. Sulla scena del crimine, Cho e Rigsby interrogano un barbone che probabilmente ha visto qualcosa, ma che non dice niente ai due. Al quartier generale del CBI, a serata inoltrata, la polizia di Sacramento interroga l'uomo che è entrato nella casa di LaRoche, Donny Culpepper, vecchia conoscenza del CBI. Jane va a parlare con l'uomo e si scopre che il consulente del CBI l'ha ingaggiato per trovare qualcosa nella casa di LaRoche. Lisbon intuisce che Jane sia coinvolto nella rapina, ma il consulente smentisce. Lisbon e Rigsby si recano all'appartamento di Fisher per parlare con la sua ragazza, Heather, ma trovano la casa devastata. Fisher era nei corpi di Pace; inoltre, qui Lisbon fa la conoscenza di una vicina di Fisher. Al CBI, Jane deve riuscire a tirare fuori il complice Culpepper dalla prigionia, quindi cerca di ipnotizzare O'Donnell, l'agente a guardia della cella del detenuto. L'unità risale a una telefonata minatoria ricevuta da Fisher. Van Pelt scopre che Fisher non era mai stato nei corpi di Pace. La squadra di Lisbon ritorna al magazzino e qui trova il barbone e la vicina di Fisher l'uno contro l'altro e con entrambi che hanno una pistola in mano: Lisbon, sorpresa, li arresta entrambi. Il barbone è in realtà Cole Ruger, mercenario che lavorava assieme a Fisher alla Sagaris Private Defence, un'agenzia di sicurezza. La vicina di Fisher è in realtà Vivian Griswold, una spia privata assoldata da un cliente per sorvegliare Fisher. Le versioni dei due sono identiche: ognuno dei due sorvegliava il negozio di Fisher quando sente un rumore nel negozio e trova l'altro all'interno. Mentre Lisbon e Van Pelt vanno a ritrovare Heather, poiché qualcuno ha provato a reintrodursi in casa sua, Jane regala una sedia mal ridotta a O'Donnell. A questo punto la squadra cerca di rintracciare la telefonata tra Jane e l'uomo che aveva minacciato Fisher: il mentalista dovrebbe teoricamente tenere Fisher per almeno due minuti per far sì che il segnale venga trovato ma Jane, dopo appena mezzo minuto, decide di terminare la conversazione. Cho e Rigsby arrestano Omar Hassan, colui che aveva minacciato Fisher. Su consiglio di Jane, Lisbon raduna tutti i sospettati al laboratorio di Fisher: secondo Jane, i sospettati sono tutti nei pressi del laboratorio e infatti Van Pelt, Rigsby e Cho vi trovano sia Ruger sia Griswold. Jane riesce a distrarre O'Donnell e a entrare nella cella di Culpepper. Dopo avergli detto il piano di fuga, Culpepper è contrario, poiché preferisce rimane in cella e mettere nei guai Jane, che l'ha ingaggiato, piuttosto che finire in prigione. Ritornati al laboratorio, questo viene ripulito dagli agenti e, nella sala ormai vuota, rimangono solo Heather e Jane: incastrata, la ragazza di Fisher punta un'arma contro Jane e poco dopo arriva Cho e arresta Heather. Al CBI, Jane ammette cosa è successo a casa LaRoche e spiega perché l'ha fatto: rivela a Lisbon che Hightower non ha ucciso nessuno e che è stata incastrata da un uomo del CBI che lavora per John il Rosso, quindi Jane stava cercando di rubare la lista dei sospettati dell'omicidio Johnson nella quale figurava anche Hightower. Jane non può neanche chiedere la lista a LaRoche poiché, se non è uno dei sospettati, l'uomo di John il Rosso potrebbe essere proprio il nuovo capo del CBI. Lisbon decide di aiutare Jane: colpendo al volto Culpepper, il caso viene annullato e Lisbon, convocata da LaRoche, viene sospesa dal CBI.
- Ascolti USA: telespettatori 13 530 000 – share 14%[25]

## Rapina a lama rossa
- Titolo originale: Like a Redheaded Stepchild
- Diretto da: Eric Laneuville
- Scritto da: Jordan Harper

### Trama
Hangtree. Una guardia carceraria della prigione statale di Carson, Walton Parcell viene trovato morto vicino a una gioielleria. L'uomo è stato pugnalato a morte con un coltello da prigione e ciò porta le indagini verso gli ex detenuti di Parcell. Rigsby prende la lista e si dirige verso uno degli ex detenuti: Steven Rigsby, suo padre. Jane e Lisbon vanno a trovare la ragazza di Parcell, Shelly: Jane ha la conferma della sua stessa intuizione, ovvero che Parcell voleva diventare detective. Cho e Rigsby vanno a interrogare le altre guardie carcerarie: Parcell voleva trasferire un detenuto in un carcere di massima sicurezza. Lisbon e Jane vanno a parlare con la classe di Parcell: qui Jane fa un piccolo show e riesce a scoprire diverse cose sul detenuto, ovvero che è nato a Fontana, che ha dei tatuaggi e che si chiama Marcus. Jane e Lisbon vanno a parlare con Marcus Lansdale: dal suo colloquio, Jane scopre che la ragazza di Parcell è la sorella di Marcus e quindi vanno a parlare anche con lei. Mentre Rigsby e Van Pelt vanno a parlare con Steven Rigsby, che li dirige verso una pista, Jane e Cho vanno a riparlare con le guardie carcerarie. Al penitenziario Cho lascia da solo il collega, che dà un'occhiata alle telecamere e riesce a parlare con due detenuti tra i "fiduciari" del blocco C, lo stesso nel quale lavorava Parcell. Nel frattempo Steve Rigsby dirige gli agenti nel locale frequentato da ex detenuti dove c'è una certa Rocket, una donna che potrebbe sapere qualcosa sull'omicidio. Steve Rigsby decide di entrare da solo nel locale: pochi secondi più tardi Rocket fugge dal bar mentre Wayne Rigsby entra nel locale, trovando il padre che sta per accoltellare Andy, un suo rivale, mentre alle spalle il barista gli sta puntando un fucile. La donna, presa da Van Pelt, indirizza gli agenti verso Butch Carwin. Rigsby e Van Pelt arrestano Carwin nella sua fabbrica di metanfetamine. Su invito di Jane, Lisbon va alla prigione di Carson: qui Lisbon è complice di una trappola posta da Jane, la cui esca è Nick, uno dei fiduciari. Rigsby capisce che il padre lo ha usato per eliminare un suo concorrente, Carwin, che trafficava in sigarette come lui. Intanto nella prigione Lansdale è arrestato dalle guardie per il tentano omicidio di Nick mentre quest'ultimo è scomparso: il CBI ferma il furgone della lavanderia e arresta Nick, che al CBI è costretto a confessare l'assassinio di Parcell. Rigsby comunica a Van Pelt che non andrà al suo matrimonio perché è ancora innamorato di lei.

## Rapsodia in rosso
- Titolo originale: Rhapsody in Red
- Diretto da: Eric Laneuville
- Scritto da: Jordan Harper

### Trama
Nord Est di Sacramento. Eleanor Ortega viene uccisa con tre colpi di pistola. La situazione si complica presto: Lisbon è costretta a inseguire un uomo mentre Cho si fa rubare l'auto da un ragazzino appartenente a una gang. Interrogando la madre della vittima, si scopre che quest'ultima era una violinista. Le indagini si dirigono verso Orlando Iglesias, il ragazzo della vittima, facente parte di una gang. Un poliziotto ritrova l'auto di Cho e il ragazzino che gliel'ha rubata, riconsegnando sia l'auto sia il ragazzino a Cho. Dopo aver creato problemi, tentando anche la fuga, Cho arresta il ragazzino che, in cambio della liberazione, da agli agenti delle informazioni per trovare Iglesias. Jane, intanto, assiste alle prove del concerto dell'orchestra prima di essere cacciato dal direttore. Iglesias viene trovato e arrestato da Cho e Van Pelt. Convinto dal ragazzino, Cho va in carcere a parlare con il padre, Lawrence Rome. Jane invita Lisbon al concerto d'inizio stagione e, qui, Jane mette in giro delle false voci su un rapporto illecito tra il direttore d'orchestra e la Ortega: Costance, nuova primo violinista dell'orchestra, viene arrestata, scoperta da Jane e da Lisbon mentre sta picchiando il direttore d'orchestra. L'assistente del procuratore distrettuale Ardiles parla con Lisbon e Cho e li convince a restare fuori dal caso Rome. Contrariamente, Cho trova e arresta Jayden Stevens. Jane incastra il killer, mentre Cho riesce a scarcerare Rome, riuscendo anche a riavvicinarlo al figlio, convincendolo a lasciare la propria gang. Infine Jane dà il via a un piccolo concerto personale, convincendo anche gli altri strumentisti a suonare.

## Fragole rosse con panna (prima parte)
- Titolo originale: Strawberries and Cream (Part One)
- Diretto da: Eric Laneuville
- Scritto da: Jordan Harper

### Trama
Sacramento, JD distributore e market. Un uomo è seduto in macchina e sembra stia facendo benzina. A un certo punto arriva una volante della polizia e l'uomo si altera: in mano ha un cellulare. Poco dopo l'unità viene informata di una rapina in un Cash in Motion dove sono stati rubati 50 000 dollari e il sospettato è in una Volvo blu. I due agenti si accorgono subito che l'auto dell'uomo che sta facendo benzina è proprio una Volvo blu, quando l'uomo scende dall'auto e va in direzione di un commesso: gli agenti scendono dall'auto e si dirigono verso l'uomo che è rivestito da una bomba: l'uomo insiste con gli agenti perché se ne vadano ma i due poliziotti rimangono al loro posto. Pochi secondi dopo, il cellulare squilla innescando la bomba e l'uomo esplode: l'esplosione investe gli agenti, un'auto e le vetrate del market. La squadra di Lisbon è chiamata sul posto per volere del direttore Bertram: nonostante il capo squadra del CBI non abbia chiamato Jane, questi si reca lo stesso sulla scena del crimine. Si scopre che l'uomo-bomba, Alan Dinkler, aveva rubato i soldi al suo capo. Da una testimone, si scopre che Dinkler gli aveva fatto degli strani gesti e che era un pazzo ma Jane intuisce che l'uomo aveva cercato di scrivere qualcosa sul vetro della sua macchina: "Help me" e che quindi non era un kamikaze suicida ma che è stato rapito e ucciso. Delle telecamere hanno ripreso la scena, che viene rivista da Bertram, Shettrick, Lisbon e LaRoche negli uffici del CBI. Rigsby informa Lisbon che è stato usato del PE4 per far saltare l'uomo e che l'ordigno non presentava dei cuscini a sfera che di solito servono ad ampliare la potenza dell'esplosione. Dinkler aveva rubato delle buste dei fast food, oltre ai soldi e ai cd della Cash in Motion. Alla Cash in Motion, Jane anticipa Rigsby e Van Pelt, che interrogano Drake Vermilion, capo della Cash in Motion. Entrato nell'edificio, Dinkler aveva preso i soldi dalla cassaforte rinchiudendo all'interno il suo capo e una collega, Tracy. Jane chiude Vermilion nella cassaforte della Cash in Motion. Cho e Lisbon vanno a casa Dinkler: un agente della polizia controlla la situazione dall'esterno. Entrati nell'appartamento, Lisbon e Cho trovano il cadavere del coinquilino di Dinkler. Jane capisce che il vero obiettivo del rapitore di Dinkler era la lista dei clienti presente nei cd della Cash in Motion. Indagando Van Pelt scopre che Dinkler non ha mai fatto benzina e il serbatoio della sua auto era pieno. Lisbon e Jane ritornano sulla scena del crimine, dove interrogano il commesso: si scopre che Dinkler era andato in bagno e i due vi si recano. Nel bagno si scopre che Dinkler aveva lasciato un messaggio: AD-297A6 Windsor. L'unità di Lisbon deve cercare una serie di luoghi dove probabilmente Dinkler aveva un appuntamento e Jane declina l'offerta di andare a cercarli. L'assassino ha fatto passare le telefonate dalla Cina quindi è impossibile risalire a lui. Dopo un po', rimane un unico luogo da testare: il liceo di Windsor. Jane decide di andare a trovare Lisbon al liceo, ormai chiuso da due anni. Il mentalista raggiunge l'istituto e, dopo esserci entrato, sente degli strani rumori: si avvicina e, in seguito, entra nello spogliatoio dove trova Lisbon con un giubbotto esplosivo. A un certo punto, squilla un cellulare e Jane decide di rispondere: dall'altra parte, risponde il killer che comunica a Lisbon di andare al CBI per prendere i due cd della Cash in Motion. A questo punto interviene Jane e comunica al killer che anche lui è della partita. Nel tragitto verso il CBI, Lisbon, che è cattolica, prega. Jane cerca di estrarre informazioni al killer tramite la religione ma l'assassino non cade nel suo tranello. A questo punto, Jane decide di non andare al CBI e di cambiare strada, distraendo il killer, che non può vedere dove stanno andando. Jane riesce a capire dove risiede il killer e lo distrae, facendo finta di entrare nella stanza delle prove del CBI quando invece entrano nella stanza del killer: qui scoprono che il killer è il commesso del negozio e Lisbon gli punta la pistola in faccia. Jane, con l'aiuto di Lisbon, riesce a distrarre il commesso e a rubargli il dispositivo che attiva la bomba, mentre Lisbon lo convince a farsi togliere il giubbotto con l'ordigno, arrestando il killer. Lisbon e Jane si prendono le congratulazioni di LaRoche, che è appena arrivato al market. Arrestato, viene messo nell'auto di LaRoche e qui il killer, liberatosi dalle manette, tenta la fuga ma viene freddato da LaRoche. Al CBI, Jane osserva la lista dei clienti mentre Lisbon e LaRoche hanno un colloquio con Bertram: Jane aveva capito che il messaggio nel bagno era un falso lasciato dall'attentatore, quindi Dinkler si era fermato al market per consegnare la lista dei clienti al commesso ma quando Dinkler gliela stava consegnando, arrivarono i poliziotti e il commesso fu costretto a fuggire all'interno del market azionando il detonatore. Il caso sembra apparentemente chiuso, quando la Omicidi riceve una telefonata anonima che li informa di un cadavere in un'abitazione a Cosgrow: si tratta di Max James, un cliente nella lista della Cash in Motion. Arrivati nella casa, si scopre che il commesso era arrivato da James quattro giorni prima e che l'aveva torturato per ottenere delle informazioni ma James muore prima che il killer le potesse ottenere, così, trovando una ricevuta della Cash in Motion decide di usare Dinkler. Sulla scena, Cho trova una foto che ritrae James e Hightower e Jane intuisce la situazione, optando per lasciare il caso alla polizia di Sacramento: dietro alle bombe c'è il serial killer John il Rosso che dà la caccia ad Hightower. Jane va in un motel di Sacramento e nel bagno di una stanza vi trova Hightower, che gli punta contro una pistola.
- Ascolti USA: telespettatori 14 110 000 – share 15%[26]

## Fragole rosse con panna (seconda parte)
- Titolo originale: Strawberries and Cream (Part Two)
- Diretto da: Eric Laneuville
- Scritto da: Jordan Harper

### Trama

L'incontro di Patrick Jane con Timothy Carter, il falso John il Rosso

Hightower depone la sua arma e parla con Jane. Max James era il cugino di Hightower e l'ex agente speciale era andata a casa James, trovandolo morto. Hightower sa che John il Rosso è molto vicino a lei, quindi per salvarsi vuole costituirsi al CBI. Jane chiede quindi ad Hightower due giorni di tempo per scoprire il complice di John al CBI. Jane raduna la squadra in un locale e li aggiorna sulla situazione: quando John ha parlato con Jane, gli ha recitato l'inizio di The Tyger di William Blake e Todd Johnson era collegato al serial killer, poiché anche le sue ultime parole prima di morire erano l'inizio della poesia. Johnson voleva parlare, ma John l'ha fatto uccidere da una talpa del CBI. Jane è in contatto con Hightower e quest'ultima vuole arrendersi. L'unità decide di lavorare al caso. Jane va a parlare con LaRoche: qui ricatta il capo del CBI dicendogli che se non gli darà la lista dei sospettati dell'omicidio Johnson, Jane rivelerà il segreto di LaRoche, di cui è a conoscenza poiché Donald Culpepper, un suo uomo, aveva visto il contenuto di una scatola presente nella cassaforte a casa LaRoche. LaRoche dà la lista al consulente, che raduna nuovamente la squadra e comunica i nomi dei quattro sospettati: Brenda Shettrick, responsabile delle pubbliche relazioni del CBI con il media, l'assistente procuratore Osvaldo Ardiles, Gale Bertram, direttore del dipartimento e Craig O'Laughlin, agente dell'FBI. L'unica altra opzione è che la talpa sia LaRoche stesso. Il piano di Jane è dire a tutti i sospettati dove si trova Hightower, al Pacific Palms Hotel, ma a ognuno dà un numero di camera diverso: Jane informa LaRoche (comunicandogli che la camera è la 705), Lisbon parla con Shettrick (camera 405) e con Bertram (camera 605) mentre Cho e Rigsby si occupano di Ardiles (camera 305) e di O'Laughlin (505). In realtà, Hightower si trova in una villa sorvegliata da Van Pelt. Jane, Cho e Rigsby sistemano le cinque camere mettendo una telecamera in ogni appartamento. In serata, Jane nota una donna sospetta: la donna sale fino all'ottavo piano, quello dove la squadra si è piazzata, ma subito dopo va verso le scale antincendio e scende fino ad arrivare a una camera, entrando nella 605, quella di Bertram: Cho e Rigsby entrano nell'appartamento ma la donna, pur di non farsi arrestare, si suicida. Jane decide quindi di incastrare Bertram e John. Contrariamente a quanto dettogli da Jane, Van Pelt parla con O'Laughlin. Lisbon va a trovare Hightower mentre Jane porta Bertram in un centro commerciale: l'edificio è sorvegliato da Cho e da Rigsby, che controlla le telecamere. Parlando con Bertram, Jane capisce che la corda della killer commissionata da John serviva per scendere al piano di sotto quindi il contatto al CBI non è Bertram, la cui camera era la 605, bensì O'Laughlin, a cui era stata comunicata la 505. Van Pelt si porta ingenuamente dietro O'Laughlin che con una scusa si allontana da lei: l'agente dell'FBI ritorna indietro e uccide i due agenti che pattugliavano la villa. Cho e Rigsby vanno a prendere O'Laughlin mentre Jane rimane con Bertram nel centro commerciale. Jane riesce a comunicare a Lisbon che l'uomo di John è O'Laughlin, ma l'ha appena fatto entrare in casa: si gira verso l'agente, quest'ultimo è più svelto e le spara,ma permettendo ad Hightower e Van Pelt di uccidere l'agente. Alla fine del conflitto, Lisbon, ferita a un braccio comunica a Jane che O'Laughlin è morto e seguendo le istruzioni del mentalista, la donna prende il suo cellulare e chiama l'ultimo contatto: gli risponde un uomo seduto a un tavolo nello stesso centro commerciale di Jane e Lisbon gli dice che O'Laughlin è morto. Jane si avvicina all'uomo che ha risposto e questi si rivela essere John il Rosso, che lo invita al tavolo e si siede. Per provare di essere John, questi rivela a Jane dei particolari sulla sua famiglia che solo lui e il killer potevano sapere, come l'odore dello shampoo della figlia, ovvero fragole con panna. John lo minaccia con una pistola nascosta, promettendogli che non ucciderà più e si comporterà come una persona normale, se lo lascia allontanarsi, ma quando se ne sta per andare, il consulente si avvicina e gli spara tre volte, uccidendolo: la sua vendetta è compiuta. Nel fuggi-fuggi generale, Jane rimane seduto al tavolo, bevendo tè, con a fianco il cadavere di John: viene quindi arrestato dalla polizia di Sacramento.
- Guest star: Bradley Whitford (Timothy Carter)
- Ascolti USA: telespettatori 14 110 000 – share 15%[26]